# Санд Форк (Западна Вирџинија)
Санд Форк (енгл. Sand Fork) град је у америчкој савезној држави Западна Вирџинија.

## Демографија
По попису из 2010. године број становника је 159, што је 17 (-9,7%) становника мање него 2000. године.
| Група             | 2000.       | 2010.       |
| Белци             | 173 (98,3%) | 156 (98,1%) |
| Афроамериканци    | 0 (0,0%)    | 0 (0,0%)    |
| Азијати           | 0 (0,0%)    | 0 (0,0%)    |
| Хиспаноамериканци | 0 (0,0%)    | 0 (0,0%)    |
| Укупно            | 176         | 159         |